# Drapetis minuta
Drapetis minuta är en tvåvingeart som beskrevs av Samuel Wendell Williston  1896. Drapetis minuta ingår i släktet Drapetis och familjen puckeldansflugor. Inga underarter finns listade i Catalogue of Life.